# Sabina Pop
Sabina Pop (n. 17 octombrie 1954, București) este o regizoare română de filme documentare.

## Biografie
A absolvit în anul 1978 cursurile Institutului de Artă Teatrală și Cinematografică din București. 

## Filmografie
- Romanitatea orientală (1978)
- Bolți de ospeție (1980)
- Veste din cetatea de foc (1980)
- Poarta spre vecini (1982)
- Ioane, cum e la construcții? (1983)
- Virtuți bucovinene (1983)
- 18 ani stop cadru (1986)
- Expoziția națională "Cântarea României" (1988)
- Maramureș, vatră de suflet românesc (1989)
- Panc (1990)
- Festival Dinu Lipatti (1992)
- Poveste despre lemn (1994)
- Casa cea mare (1998)
- Școala de vise (2003)
- Frații Manakia (2003)
- Cuvinte din bătrâni (2004)

## Premii
- ACIN 1980 - Bolți de ospeție
- ACIN 1983 - Ioane, cum e la construcții?
- Festivalul filmului turistic, Karlovy Vary, 1983 - Virtuți bucovinene
- UCIN 1990 - Panc
- Oberhausen, 1990 - Panc
- Bordeaux, 1991 - Panc